# Naisten SM-sarja 2003/04
Die Saison 2003/04 war die 22. Austragung der höchsten finnischen Fraueneishockeyliga, der Naisten SM-sarja. Die Ligadurchführung erfolgte durch den finnischen Eishockeybund Suomen Jääkiekkoliitto.

## Modus
Zunächst spielten alle Mannschaften eine Doppelrunde. Die ersten beiden Mannschaften der Vorrunde qualifizierten sich direkt für das Play-off-Halbfinale, während die weiteren vier Teilnehmer im Viertelfinale zwei weitere Teilnehmer am Halbfinale ausspielten. Die beiden Viertelfinal-Verlierer spielten in den Play-downs den Teilnehmer an der Relegation aus.
Die Viertel- und Halbfinale wurden im Modus Best-of-Three durchgeführt, das Finale im Modus Best-of-Five. Um den dritten Platz gab es lediglich ein Spiel.

## Hauptrunde
In der Hauptrunde wurden eine Doppelrunde (zwei Hin- und Rückspiele) gespielt. Die ersten beiden Mannschaften qualifizierten sich direkt für das Halbfinale.

### Tabelle
| Platz | Name                   | Spiele | S  | SnV | U | NnV | N  | Punkte | Tore    |
| ----- | ---------------------- | ------ | -- | --- | - | --- | -- | ------ | ------- |
| 1.    | Espoo Blues            | 24     | 20 | 0   | 1 | 0   | 3  | 41     | 155:051 |
| 2.    | Ilves Tampere          | 24     | 16 | 0   | 3 | 1   | 4  | 36     | 131:059 |
| 3.    | Kärpät Oulu            | 24     | 15 | 1   | 4 | 0   | 4  | 36     | 121:055 |
| 4.    | IHK Helsinki           | 24     | 12 | 1   | 1 | 0   | 10 | 27     | 125:073 |
| 5.    | Tappara Tampere        | 24     | 8  | 0   | 2 | 0   | 14 | 18     | 069:081 |
| 6.    | Jyväskylän Hockey Cats | 24     | 5  | 0   | 1 | 1   | 17 | 12     | 045:106 |
| 7.    | TPS Turku1             | 14     | 1  | 1   | 0 | 0   | 12 | 4      | 024:091 |
| 8.    | Ilves Ylöjärvi1        | 14     | 0  | 0   | 0 | 1   | 13 | 1      | 04:158  |

1 Anm.: Die beiden letzten Mannschaften schieden nach der ersten von zwei Einfachrunden aus und nahmen an der Verzahnungsrunde mit der  I-Divisioona teil.

### Beste Scorerinnen
Abkürzungen:  Sp = Spiele, T = Tore, V = Assists, Pkt = Punkte; Fett:  Bestwert
| Spieler             | Team   | Sp | T  | V  |
| ------------------- | ------ | -- | -- | -- |
| Karoliina Rantamäki | Blues  | 28 | 33 | 71 |
| Petra Vaarakallio   | Blues  | 26 | 45 | 71 |
| Marika Jestoi       | Blues  | 23 | 23 | 46 |
| Vilja Lipsonen      | IHK    | 27 | 13 | 40 |
| Anne Helin          | IHK    | 24 | 15 | 39 |
| Henna Savikuja      | Kärpät | 26 | 12 | 38 |
| Saara Tuominen      | Ilves  | 24 | 14 | 38 |
| Sari Fisk           | Blues  | 22 | 15 | 37 |
| Jenni Pitkänen      | Kärpät | 17 | 20 | 37 |
| Marjo Voutilainen   | IHK    | 8  | 28 | 36 |

## Play-offs

### Viertelfinale
|              |   |                | Serie | 14. Februar 2004    | 15. Februar 2004    | 18. Februar 2004               |
| ------------ | - | -------------- | ----- | ------------------- | ------------------- | ------------------------------ |
| Kärpät Oulu  | – | Cats Jyväskylä | 2:0   | 4:1 (2:0, 0:1, 2:0) | 9:0 (4:0, 3:0, 2:0) | –                              |
| IHK Helsinki | – | Ilves Tampere  | 2:1   | 4:3 (1:1, 1:2, 2:0) | 0:2 (0:1, 0:1, 0:0) | 3:2 n. V. (1:1, 1:0, 0:1, 1:0) |

### Halbfinale
In den Halbfinalspielen traten die qualifizierten Mannschaften nach dem Modus Best-of-Five gegeneinander an; dabei spielte der 1. gegen den schlechter platzierten Viertelfinalsieger und der 2. gegen den besser platzierten. Die besser platzierte Mannschaft hatte dabei zuerst Heimrecht.
|               |   |              | Serie | 21. Februar 2004    | 22. Februar 2004    | 25. Februar 2004    | 28. Februar 2004    | 5 |
| ------------- | - | ------------ | ----- | ------------------- | ------------------- | ------------------- | ------------------- | - |
| Espoo Blues   | – | IHK Helsinki | 3:1   | 5:1 (1:0, 0:0, 4:1) | 5:6 (2:0, 0:6, 3:0) | 4:2 (3:2, 0:0, 1:0) | 5:1 (3:0, 0:0, 1:2) | - |
| Ilves Tampere | – | Kärpät Oulu  | 3:1   | 6:3 (1:1, 2:1, 3:1) | 3:1 (1:1, 2:0, 0:0) | 2:4 (0:0, 1:2, 1:2) | 5:3 (2:2, 1:1, 2:0) | – |

### Spiel um Platz 3
Um den dritten Platz wurde lediglich ein Spiel ausgetragen.
| 6. März 2004 | Kärpät Oulu | 4:3 (0:0, 0:2, 4:1) | IHK Helsinki |  |

### Finale
Die Finalserie im Modus Best-of-Five war nach drei Spielen beendet.
|             |   |               | Serie | 8. März 2004        | 9. März 2004                   | 12. März 2004       | 15. März 2004 | 5 |
| ----------- | - | ------------- | ----- | ------------------- | ------------------------------ | ------------------- | ------------- | - |
| Espoo Blues | – | Ilves Tampere | 3:0   | 5:2 (1:2, 1:0, 3:0) | 3:2 n. V. (1:0, 1:0, 0:2, 1:0) | 4:0 (0:0, 2:0, 2:0) | –             | – |

### Beste Scorerinnen
| Pl. | Spieler             | Team   | Sp | T  | V  |
| --- | ------------------- | ------ | -- | -- | -- |
| 1.  | Karoliina Rantamäki | Blues  | 9  | 4  | 13 |
| 2.  | Petra Vaarakallio   | Blues  | 3  | 10 | 13 |
| 3.  | Henna Savikuja      | Kärpät | 4  | 7  | 11 |
| 4.  | Sari Fisk           | Blues  | 6  | 4  | 10 |
| 5.  | Satu Hoikkala       | Kärpät | 6  | 4  | 10 |

## Play-downs
In der Play-downs traten die beiden Verlierer des Viertelfinales gegeneinander an. Der Gewinner hatte den Klassenerhalt geschafft, der Verlierer musste sich in der Relegation gegen den Erstplatzierten der I-Divisioona um den verbleibenden Platz in der SM-sarja kämpfen.
|                 |   |                       | Serie | 21. Februar 2004    | 22. Februar 2004    | 3 |
| --------------- | - | --------------------- | ----- | ------------------- | ------------------- | - |
| Tappara Tampere | – | Hockey Cats Jyväskylä | 2:0   | 5:2 (4:1, 1:1, 0:0) | 3:1 (1:0, 0:0, 2:1) | – |

## Relegation
Die Mannschaft der Hockey Cats Jyväskylä konnte sich gegen Sieger der I-Divisioona, LoKV Lohja, behaupten, so dass es weder Auf- noch Absteiger gab.
|                                    | Serie | 6. März 2004        | 7. März 2004        | 3 |
| ---------------------------------- | ----- | ------------------- | ------------------- | - |
| Hockey Cats Jyväskylä – LoKV Lohja | 2:0   | 6:2 (1:0, 4:2, 1:0) | 6:5 (2:1, 2:2, 2:2) | – |

## I-Divisioona
| Platz | Name               | Spiele | S  | SnV | U | NnV | N  | Punkte | Tore   |
| ----- | ------------------ | ------ | -- | --- | - | --- | -- | ------ | ------ |
| 1.    | LoKV Lohja         | 14     | 12 | 1   | 0 | 0   | 1  | 26     | 69:025 |
| 2.    | TPS Turku          | 14     | 10 | 0   | 0 | 1   | 3  | 21     | 79:029 |
| 3.    | Hunters Porvoo     | 14     | 10 | 0   | 1 | 0   | 3  | 21     | 68:036 |
| 4.    | Ilves Ylöjärvi     | 14     | 9  | 0   | 0 | 0   | 5  | 18     | 45:028 |
| 5.    | APV Kuortane       | 14     | 5  | 0   | 1 | 0   | 8  | 11     | 44:062 |
| 6.    | IHK Helsinki 2     | 14     | 5  | 0   | 0 | 0   | 9  | 10     | 43:043 |
| 7.    | KalPa Kuopio       | 14     | 3  | 0   | 0 | 0   | 11 | 6      | 31:054 |
| 8.    | LeKi-75 Leppävirta | 14     | 0  | 0   | 0 | 0   | 14 | 0      | 20:122 |

Damit hatte sich die Mannschaft Lohjan Kisaveikot für die Relegation zur höchsten Liga qualifiziert.